# پوند نیوزیلند
پوند زلاند نو (به انگلیسی: New Zealand pound) با کد ایزوی NZP، بین سال‌های ۱۸۴۰ تا ۱۹۶۷ میلادی، پیش از آن که دلار نیوزیلند جایگزین آن شود، یکای پول رایج در کشور نیوزیلند بوده‌است. مسئولیت کنترل این واحد پولی برعهدهٔ بانک مرکزی نیوزلند قرار داشت.